# Emetico
Il termine emetico significa letteralmente "che provoca emesi" (gr. εμειν, traslitterato "emein", vomitare), indica quindi un'azione che è in grado di stimolare il vomito.

## Meccanismi
Gli emetici possono avere un meccanismo:
- centrale: quando vengono stimolati i centri deputati del Sistema Nervoso Centrale.
- riflesso (o meccanico): quando viene stimolato direttamente lo stomaco.

Sono emetici alcuni farmaci come l'apomorfina che agisce sul SNC o il carbonato di ammonio che agisce sullo stomaco. Il tartaro emetico ha invece azione mista.
I farmaci agiscono sia a livello centrale, sul centro del vomito, sia a livello periferico, sulla muscolatura gastrica.
Un esempio di emetico naturale è l'emetina, che ad alte dosi induce il vomito mentre, a dosi minori, diventa espettorante, per le azioni di riflesso sul nervo vago.

## Situazioni fisiologiche e patologiche
Alcune situazioni patologiche sono accompagnate da emesi come nel caso delle occlusioni intestinali ma anche fisiologiche come la gravidanza in cui, nelle prime settimane, può comparire una fastidiosa emesi gravidica.
Da ricordare anche le emesi volontarie indotte da ingestione di liquidi particolari o per stimolazione del faringe, come accade in alcune forme di bulimia ed anoressia nervosa.

## Sistema dell'emesi
Il centro del vomito coordina gli impulsi afferenti, provenienti sia dal sangue sia dai centri superiori, con le risposte neurovegetative efferenti.

## Antiemetici
I farmaci antiemetici appartengono a diverse classi:
1. antagonisti muscarinici: scopolamina;
2. antagonisti H1: prometazina;
3. antagonisti D2: metoclopramide;
4. antagonisti serotoninici;
5. benzodiazepine;
6. vitamina B6.

I principali effetti collaterali di questi farmaci sono secchezza delle fauci, sedazione, stipsi fino al parkinson iatrogeno.